# Bobby Holík
Robert „Bobby“ Holík (* 1. ledna 1971 Jihlava) je bývalý český hokejista. Bobby Holík je syn Jaroslava Holíka, československého hokejového reprezentanta, bratr tenistky Andrey Holíkové a synovec hokejisty Jiřího Holíka. Od svatby 4. listopadu 1996 má americké občanství. Se svojí manželkou má dceru Hannu Marii (narozena 1997).

## Hráčská kariéra
S hokejem začínal v rodné Jihlavě, kde také začal hrát v seniorské lize. V roce 1989 byl vybrán celkově na 10. místě v draftu NHL týmem Hartford Whalers. V roce 1990 nastoupil k prvnímu zápasu v NHL. V Hartfordu odehrál dvě sezóny, poté přestoupil do New Jersey Devils, kde odehrál celých 10 sezón. S Devils vyhrál dvakrát Stanleyův pohár (1994/95, 1999/00). Před sezónou 2002/03 přestoupil do New York Rangers kde strávil dvě sezóny. V roce 2005 se dohodl na kontraktu s Atlantou Trashers, kde následně odehrál tři sezóny. V sezóně 2007/08 se stal v Atlantě kapitánem mužstva. 1. července 2008 podepsal smlouvu s New Jersey Devils, kam se vrátil po sedmi letech. V roce 2009 ukončil kariéru.

## Ocenění a úspěchy
- 1989 MEJ - All-Star Tým
- 1998 a 1999 NHL All-Star Game

## Prvenství
- Debut v NHL - 4. října 1990 (Hartford Whalers proti Quebec Nordiques)
- První gól v NHL - 8. října 1990 (Hartford Whalers proti Buffalo Sabres, kanadskému brankáři Daren Puppa)
- První asistence v NHL - 8. října 1990 (Montreal Canadiens proti Hartford Whalers)
- První hattrick v NHL - 10. října 1992 (New Jersey Devils proti New York Rangers)

## Klubová statistika
| Sezóna       | Klub                | Soutěž              |                     | Základní část       | Základní část       | Základní část       | Základní část       | Základní část       |                     | Play off            | Play off            | Play off            | Play off            | Play off            |
| Sezóna       | Klub                | Soutěž              | Z                   | G                   | A                   | B                   | TM                  | Z                   | G                   | A                   | B                   | TM                  |                     |                     |
| 1987–88      | HC Dukla Jihlava    | ČSHL                | 31                  | 5                   | 9                   | 14                  | 16                  | —                   | —                   | —                   | —                   | —                   |                     |                     |
| 1988–89      | HC Dukla Jihlava    | ČSHL                | 24                  | 7                   | 10                  | 17                  | 32                  | —                   | —                   | —                   | —                   | —                   |                     |                     |
| 1989–90      | HC Dukla Jihlava    | ČSHL                | 42                  | 15                  | 26                  | 41                  | 0                   | —                   | —                   | —                   | —                   | —                   |                     |                     |
| 1990–91      | Hartford Whalers    | NHL                 | 78                  | 21                  | 22                  | 43                  | 113                 | 6                   | 0                   | 0                   | 0                   | 7                   |                     |                     |
| 1991–92      | Hartford Whalers    | NHL                 | 76                  | 21                  | 24                  | 45                  | 44                  | 7                   | 0                   | 1                   | 1                   | 6                   |                     |                     |
| 1992–93      | New Jersey Devils   | NHL                 | 61                  | 20                  | 19                  | 39                  | 76                  | 5                   | 1                   | 1                   | 2                   | 6                   |                     |                     |
| 1992–93      | Utica Devils        | AHL                 | 1                   | 0                   | 0                   | 0                   | 2                   | —                   | —                   | —                   | —                   | —                   |                     |                     |
| 1993–94      | New Jersey Devils   | NHL                 | 70                  | 13                  | 20                  | 33                  | 72                  | 20                  | 0                   | 3                   | 3                   | 6                   |                     |                     |
| 1994–95      | New Jersey Devils   | NHL                 | 48                  | 10                  | 10                  | 20                  | 18                  | 20                  | 4                   | 4                   | 8                   | 22                  |                     |                     |
| 1995–96      | New Jersey Devils   | NHL                 | 63                  | 13                  | 17                  | 30                  | 58                  | —                   | —                   | —                   | —                   | —                   |                     |                     |
| 1996–97      | New Jersey Devils   | NHL                 | 82                  | 23                  | 39                  | 62                  | 54                  | 10                  | 2                   | 3                   | 5                   | 4                   |                     |                     |
| 1997–98      | New Jersey Devils   | NHL                 | 82                  | 29                  | 36                  | 65                  | 100                 | 5                   | 0                   | 0                   | 0                   | 8                   |                     |                     |
| 1998–99      | New Jersey Devils   | NHL                 | 78                  | 27                  | 37                  | 64                  | 119                 | 7                   | 0                   | 7                   | 7                   | 6                   |                     |                     |
| 1999–00      | New Jersey Devils   | NHL                 | 79                  | 23                  | 23                  | 46                  | 106                 | 23                  | 3                   | 7                   | 10                  | 14                  |                     |                     |
| 2000–01      | New Jersey Devils   | NHL                 | 80                  | 15                  | 35                  | 50                  | 97                  | 25                  | 6                   | 10                  | 16                  | 37                  |                     |                     |
| 2001–02      | New Jersey Devils   | NHL                 | 81                  | 25                  | 29                  | 54                  | 97                  | 6                   | 4                   | 1                   | 5                   | 2                   |                     |                     |
| 2002–03      | New York Rangers    | NHL                 | 64                  | 16                  | 19                  | 35                  | 52                  | —                   | —                   | —                   | —                   | —                   |                     |                     |
| 2003–04      | New York Rangers    | NHL                 | 82                  | 25                  | 31                  | 56                  | 96                  | —                   | —                   | —                   | —                   | —                   |                     |                     |
| 2004–05      | Stávka NHL - nehrál | Stávka NHL - nehrál | Stávka NHL - nehrál | Stávka NHL - nehrál | Stávka NHL - nehrál | Stávka NHL - nehrál | Stávka NHL - nehrál | Stávka NHL - nehrál | Stávka NHL - nehrál | Stávka NHL - nehrál | Stávka NHL - nehrál | Stávka NHL - nehrál | Stávka NHL - nehrál | Stávka NHL - nehrál |
| 2005–06      | Atlanta Thrashers   | NHL                 | 64                  | 15                  | 18                  | 33                  | 79                  | —                   | —                   | —                   | —                   | —                   |                     |                     |
| 2006–07      | Atlanta Thrashers   | NHL                 | 82                  | 11                  | 18                  | 29                  | 86                  | 4                   | 0                   | 1                   | 1                   | 0                   |                     |                     |
| 2007–08      | Atlanta Thrashers   | NHL                 | 82                  | 15                  | 19                  | 34                  | 90                  | —                   | —                   | —                   | —                   | —                   |                     |                     |
| 2008–09      | New Jersey Devils   | NHL                 | 62                  | 4                   | 5                   | 9                   | 66                  | 3                   | 0                   | 1                   | 1                   | 2                   |                     |                     |
| Celkem v NHL | Celkem v NHL        | Celkem v NHL        | 1314                | 326                 | 421                 | 747                 | 1421                | 141                 | 20                  | 39                  | 59                  | 120                 |                     |                     |

## Reprezentace
| Rok          | Tým               | Soutěž       | Z  | G | A  | B  | TM |
| ------------ | ----------------- | ------------ | -- | - | -- | -- | -- |
| 1988         | Československo 18 | MEJ          | 6  | 5 | 2  | 7  | 2  |
| 1989         | Československo 18 | MEJ          | 6  | 3 | 11 | 14 | 2  |
| 1989         | Československo 20 | MSJ          | 7  | 5 | 3  | 8  | 2  |
| 1990         | Československo 20 | MSJ          | 7  | 6 | 5  | 11 | 12 |
| 1990         | Československo    | MS           | 10 | 1 | 5  | 6  | 0  |
| 1991         | Československo    | MS           | 10 | 3 | 3  | 6  | 18 |
| 1996         | Česko             | SP           | 3  | 0 | 0  | 0  | 0  |
| Celkem v MEJ | Celkem v MEJ      | Celkem v MEJ | 12 | 8 | 13 | 21 | 4  |
| Celkem v MSJ | Celkem v MSJ      | Celkem v MSJ | 11 | 8 | 14 | 19 | 14 |
| Celkem v MS  | Celkem v MS       | Celkem v MS  | 20 | 4 | 8  | 12 | 18 |